# José Torrealba
Pour les articles homonymes, voir Torrealba.
José Antonio Torrealba Acevedo est un footballeur vénézuélien né le 13 juin 1980 à Acarigua.